# Bradford Kelly
Bradford Kelly (... – Los Angeles, 2004) è stato un chitarrista australiano naturalizzato statunitense, famoso per aver suonato negli Heaven dal 1980 al 1984, e nella reunion della band nel 1998.

## La Jackson Kelly
Kelly è il personaggio che dà il nome all'omonima chitarra della celebre casa costruttrice.
Essendosi trasferito a Los Angeles, Bradford entrò in un custom shop della Charvel/Jackson e chiese la fabbricazione di un proprio modello. Insieme a Mike Shannon, allora dipendente della Jackson, disegnarono una chitarra ispirata alla Gibson Explorer, ma con forme più spigolose e slanciate che ne facevano una immagine più aggressiva.